# 毛孔性苔癬

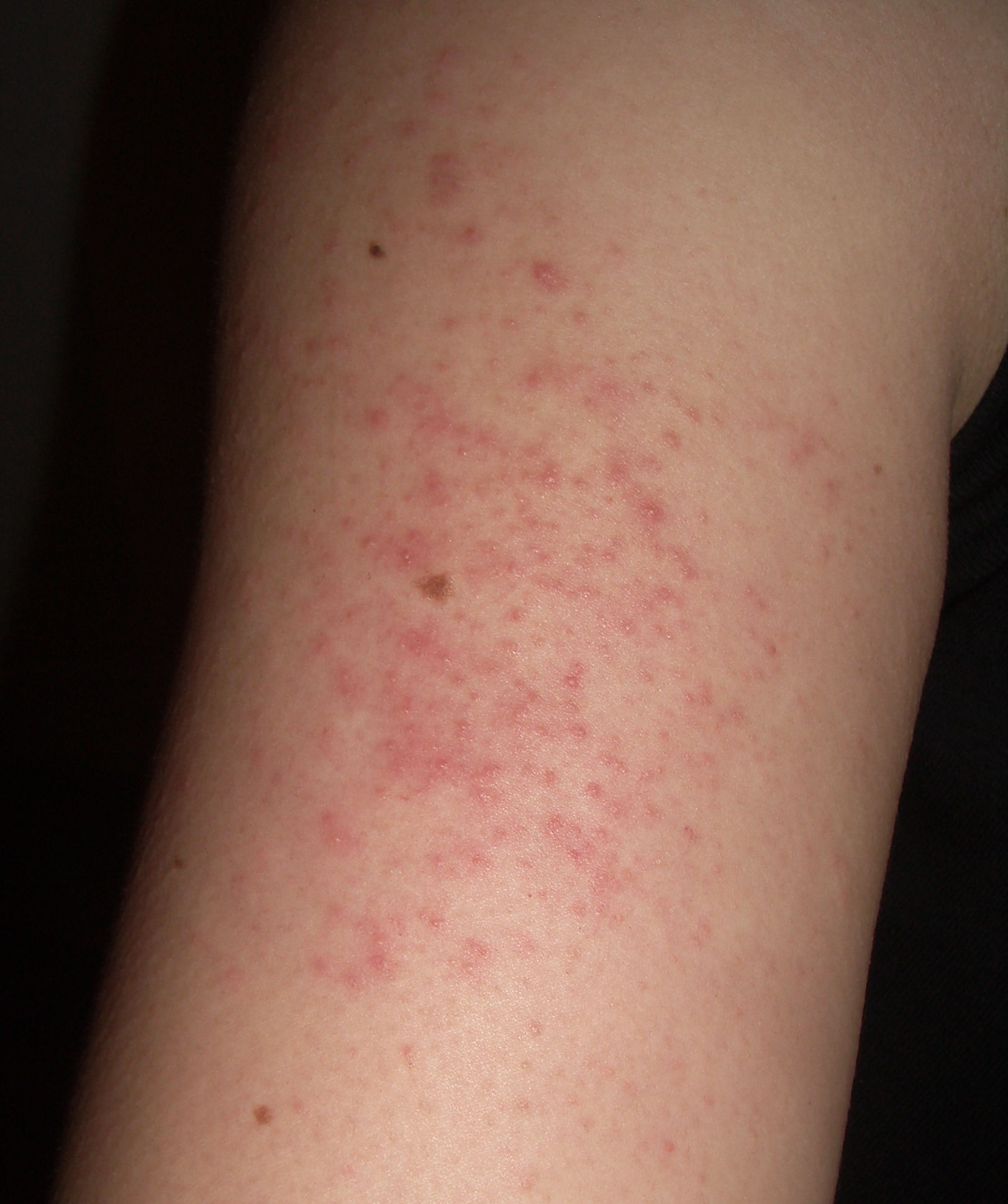
上腕部に発症した例

毛孔性苔癬（もうこうせいたいせん、英: Keratosis pilaris）、または毛孔性角化症（もうこうせいかくかしょう）とは、身体の毛孔内に角質が充満し表皮にまで盛り上がり丘疹を成す角化症、角質異常で、皮膚病のひとつ。小児期、思春期によく見られ、遺伝性が疑われる。各種の類似症例を毛嚢性角化症、または毛包性角化症と総称することもある。ごく稀な例を除き自覚症状は無く、健康上重大な問題も起こらない。サメ肌と呼ばれる皮膚の状態の原因のひとつ。

## 概要
毛孔一致性（つまりは、各毛穴ごと）の角化性丘疹が見られる。家族性の例が多くみられるため、常染色体優性の遺伝性皮膚疾患とされる。極めてありふれた症例であり、臨床的に診断は非常に容易である。

## 原因
古くはビタミンAの欠乏、ホルモン代謝異常、脱脂線機能異常などが原因と考えられていたが、Zouboulisらの報告によれば18p11.3のlamininα1鎖遺伝子の変異が原因と見られており、更なる研究が待たれる所である。
小児期に発症し、思春期に増加する傾向がみられる。男女の別による差違は見られない。しかしながら疫学上非常にありふれた症例であり、ただの生理現象とみなす向きもある。詳細な調査が行われた例は少ないが、多くの人種で見られ、また日本の小学4 - 6年生の23%に見られたとの報告があるほか、海外では14歳女児の80%に見られた、という報告がある。
また、尋常性魚鱗癬、アトピー性皮膚炎、肥満などと同時に発症する例が多い。

## 症状
身体の各所の毛孔が角質で満たされ角栓と化し開大、毛孔が詰まった様な状態になり、角栓の先端部が表皮に突出する。特に色の変化が見られない場合もあるが、毛細血管の拡大もしくは軽度の炎症により紅褐色となる場合もある。また、行き所を失った体毛が皮膚表面から目視できる場合もある。丘疹は融合することなく各々が独立しており、時として周囲の皮膚の乾燥を伴い、群生している箇所は、ざらざらした触感となる。また、秋から冬にかけて悪化する。
四肢のうち特に上腕・大腿の伸側、及び臀部に好発し、身体の左右ほぼ対称に分布する。ほとんどの症例では特に痛みや痒みなどの自覚症状はないが、稀に若干の痒みを訴える患者もいる。
多くは20歳代から快方に向かい、30歳代にはかなりの快癒が見られる。美容上の観点から、皮膚科の受診は女性の方が多く見られる。

## 治療
特に治療を行わずとも健康上重大な問題はないが、治療を試みる場合、角質溶解剤の塗布、部分的保湿などの対症療法で症状を改善することができる。角質溶解剤としてサリチル酸軟膏などが用いられるが、刺激が強い場合があるため注意を要する。保湿薬として各種尿素薬やヘパリン類似物質などが用いられる。
患部に食品用ラップフィルムを巻いて就寝し、起床後にスポンジなどで擦り落とすのも効果的である。また、民間療法であるが、粗塩による表面擦過などで除去が試みられることもある。
そのほか、ビタミンAやエトレチナートの内服に効果があるとされているが、毛孔性角化症自体が良性疾患である点と副作用を考慮し、積極的に用いられるべきではないとされる。

## 類似症例

### 棘状苔癬
(英:Lichen spinulosus)
特発性または続発性として毛孔性角化性丘疹が群生する症状である。個々の丘疹を見た場合、病理組織的には毛孔性苔癬との鑑別はできない。この症例においては、四肢以外にも腰背部、腹部にも比較的多く見られる。
疫学上は200人に1人程度とされる。結核、風疹、AIDSなどの感染症や炎症性皮膚病変の病期として、または薬物反応などでこの症状がみられる。
治療に当たってはまず原疾患の治療が大原則である。本症自体の予後は比較的よい。

### 顔面毛嚢性紅斑黒皮症 (北村)
1957年に北村らにより報告された症例(英:Erythromelanosis follicularis faciei (kitamura) )。
思春期に顔面に生じる毛孔性苔癬に酷似した症例であり、耳介前部(もみあげの辺り)から上顎にかけて、両側に生じる。男子に多く発症する。毛細血管拡張を伴うため多くは潮紅し、リンパ球の浸潤がみられるケースもある。
疫学的にあまりにもありふれている症例のため、疫学上の詳細な調査はなされていないとされる。通常の毛孔性角化症と同時に発症する例が多いことから、毛孔性角化症の類型、もしくは単にそれが顔面に発症しただけではないかという見方があるが、それが事実であれば同様の18p遺伝変異が認められるはずである。しかしながら目下の所詳細は不明である。
なお、この症状も加齢と共に自然治癒する。

### 角性挫創
米粒大という比較的大きな丘疹が肘頭、膝蓋近辺に見られる症例。治療法、経年による自然治癒などは、毛孔性角化症に準ずる。

### 眉毛瘢痕性紅斑
(英:ulerythema ophryogenes)
眉毛の部分に紅斑をきたし、若干の毛孔性角栓が見られる症例。かなり稀な症例であり、皮膚の炎症性萎縮性変化が見られる点が特色である。毛孔性疥癬を伴うケースにおいては、それと同様に18pの影響が報告されている。なお、眉毛の一部の脱毛が見られ、再生は期待できない。